# Anthony Graterol
Anthony Graterol (Caracas, 27 de febrero de 1995) es un futbolista venezolano que juega en la demarcación de lateral izquierdo para el Anzoátegui FC de la Primera División de Venezuela.

## Selección nacional
Tras jugar en las categorías inferiores de la selección, finalmente hizo su debut con la selección absoluta de Venezuela el 18 de enero de 2025 contra Estados Unidos en un partido amistoso que finalizó con un resultado de 3-1 a favor del combinado estadounidense tras un gol de Jorge Yriarte para Venezuela, y de Jack McGlynn, Patrick Agyemang y Matko Miljevic para Estados Unidos.

## Clubes
| Club                   | País      | Año       | Partidos | Goles |
| ---------------------- | --------- | --------- | -------- | ----- |
| Deportivo La Guaira FC | Venezuela | 2013-2015 | 42       | 0     |
| Tucanes de Amazonas FC | Venezuela | 2015      | 16       | 0     |
| Atlético Venezuela CF  | Venezuela | 2016-2017 | 27       | 0     |
| Albion FC (cedido)     | Uruguay   | 2018      | 10       | 0     |
| Atlético Venezuela CF  | Venezuela | 2018-2019 | 41       | 2     |
| Deportivo Táchira FC   | Venezuela | 2020      | 15       | 0     |
| Zamora FC              | Venezuela | 2021      | 19       | 0     |
| Portuguesa FC          | Venezuela | 2022-2023 | 63       | 4     |
| Metropolitanos FC      | Venezuela | 2024      | 18       | 0     |
| Club Sol de América    | Paraguay  | 2024      | 3        | 0     |
| Anzoátegui FC          | Venezuela | 2025-     | 1        | 0     |